# 锡卡索区
錫卡索区（法語：Région de Sikasso）是马里南部的一个大区。首府錫卡索。该區西南為畿內亞，南鄰科特迪瓦，東南與布基納法索接壤。
本區面積71,790平方公里，2005年人口1,609,967人。下分7縣148區。